# Irina Rusliakova
Irina Rusliakova –en ruso, Ирина Руслякова– (Vladivostok, URSS, 12 de septiembre de 1975) es una deportista rusa que compitió en bádminton. Ganó una medalla de bronce en el Campeonato Europeo de Bádminton de 2000, en la prueba de dobles.

## Palmarés internacional
| Campeonato Europeo | Campeonato Europeo    | Campeonato Europeo | Campeonato Europeo |
| Año                | Lugar                 | Medalla            | Prueba             |
| ------------------ | --------------------- | ------------------ | ------------------ |
| 2000               | Glasgow (Reino Unido) | Medalla de bronce  | Dobles             |